# تپه سید کمال
تپه سید کمال مربوط به قرن۸–۶ ه‍.ق است و در شهرستان پیرانشهر، بخش مرکزی، دهستان پیران، روستای گردیمخانه واقع شده و این اثر در تاریخ ۲۵ آبان ۱۳۸۷ با شمارهٔ ثبت ۲۳۴۸۹ به‌عنوان یکی از آثار ملی ایران به ثبت رسیده است.